# Écopastoralisme
 (octobre 2012).
Si vous disposez d'ouvrages ou d'articles de référence ou si vous connaissez des sites web de qualité traitant du thème abordé ici, merci de compléter l'article en donnant les références utiles à sa vérifiabilité et en les liant à la section « Notes et références ».
L'écopastoralisme ou éco-pâturage est un mode d'entretien des espaces naturels et des territoires par le pâturage d'animaux herbivores.

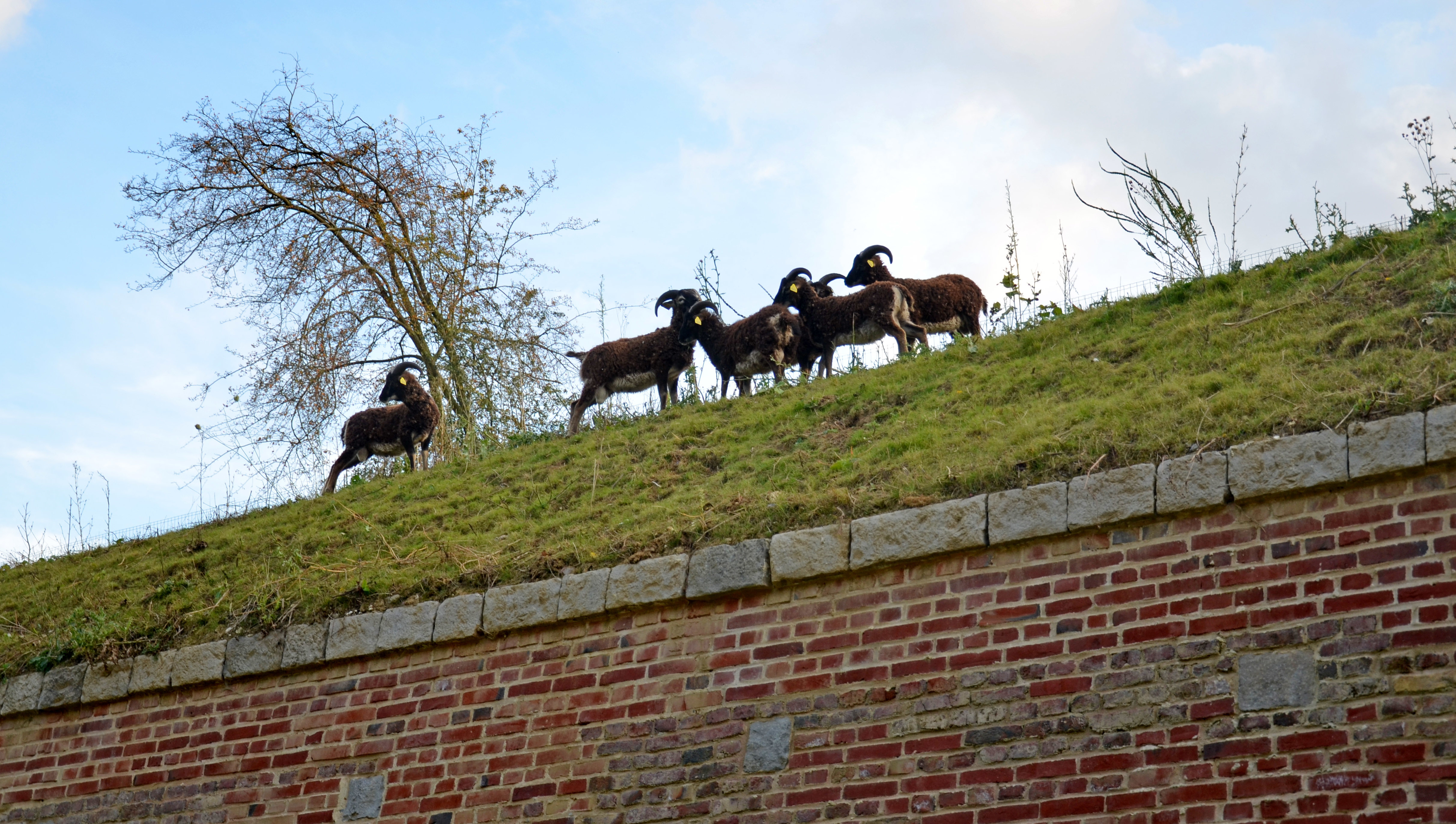
Ecopastoralisme urbain réalisé au profit d'un monument historique (Citadelle de Lille), assuré par un petit troupeau de moutons de Soay qui pratique une gestion différentiée et restauratoire de la végétation couvrant le sommet d'une partie récemment restaurée des fortifications. Ce petit mouton, léger et rustique, très à l'aise sur les pentes remplace idéalement les engins mécaniques, tout en jouant un rôle de « corridor écologique ambulant » en transportant des graines et propagules dans son pelage, son tube digestif et sous ses sabots.

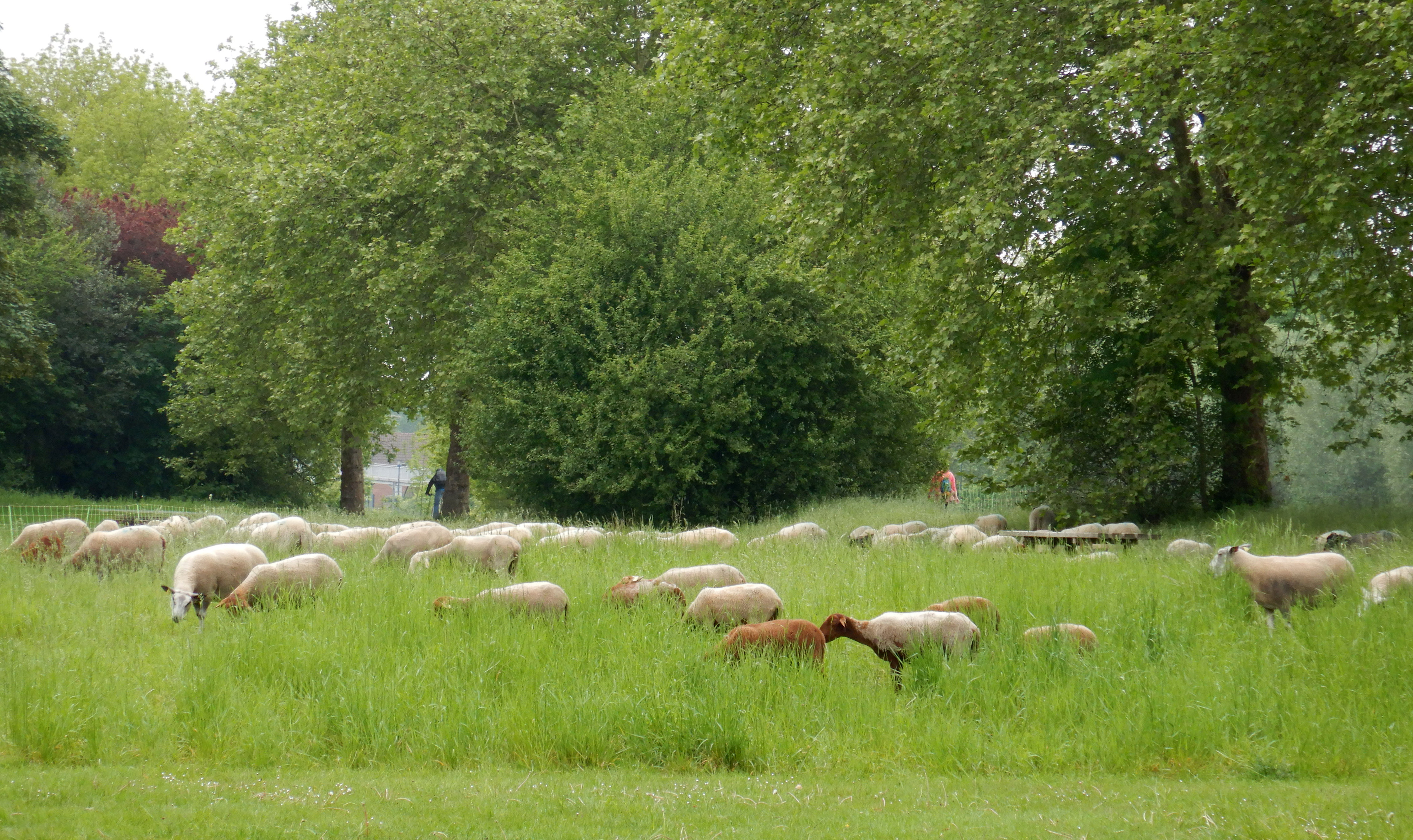
Ecopastoralisme urbain avec moutons et chèvres dans une clairière/prairie du Bois de la Citadelle à Lille (aussi dit Bois de Boulogne), la veille d'une transhumance de quelques km qui leur fera traverser la ville pour gagner une autre espace vert)

L'éco-pâturage est l'une des solutions susceptible d'être associée au génie écologique, souvent retenue pour la gestion de réserves naturelles et d'un nombre croissant d'espaces verts où l'on souhaite pratiquer une gestion différenciée et moins artificialisante.

## Enjeux
À condition qu'il soit bien conduit pour éviter le surpâturage ou le sous-pâturage, l'écopastoralisme présente plusieurs intérêts :
- Maintien d'une flore plus diversifiée, au travers d'une gestion restauratoire et différenciée ;
- Diminution des coûts de gestion, notamment dans les endroits peu accessibles aux engins (fortes pentes, faible portance des sols en zone humide) ;
- Sauvegarde ou sauvetage d'espèces anciennes et rustiques, valorisation de races locales ;
- Possibilité de limiter ou stopper le développement de certaines espèces invasives ou indésirables sans engins, ni produits chimiques (ex : broutage de la renouée du Japon, d'orties ou de ronciers par les chèvres et moutons)
- Diminution de son empreinte écologique et de son empreinte carbone pour le gestionnaire ;
- Possibilité de revente  de viande et/ou laines sous le label bio dans certains cas ;
- Réduction des déchets verts (plus de déchets de tontes) ;
- Développement ou entretien de la biodiversité des espaces ainsi entretenus ;
- Permettre à certains éleveurs de trouver des sources de revenus complémentaires nécessaires à leur maintien dans les zones rurales.

## Typologie d'animaux[2]
Du choix et du nombre d'animaux, de l'espèce ou de la race et de son âge dépend la quantité de végétaux à brouter et du type de végétaux choisis ou rejetés par l'animal.
Les clôtures (électrifiées parfois), les soins et la surveillance sont aussi à adapter aux animaux.
- Bovins : Nantaise, Bretonne pie noir, Maraichine, Marine landaise, Highland, Galloway ceinturée, etc.
- Équins : Konik, Fjord, ânes (ex : Baudet du Poitou), mulets, baudets ;
- Ovins :  Tarasconnaise, Rouge du Roussillon, Cameroun, Mérinos, Ile-de-France, Shropshire, Berrichon du Cher, Ouessant, Landes de Bretagne ou le Belle-Île
- Caprins : Chèvre des fossés, Poitevine, etc.
- Autres : lamas, alpagas, porcs, cervidés, oies

## En France
En France, se sont tenues en 2012 les premières rencontres de l'écopastoralisme en tant que solution alternative de gestion écologique des espaces verts par des herbivores issus de races rustiques, organisée par l'association « Entretien Nature & Territoire ».
Parmi les villes qui ont décidé de tester puis développer l'écopastoralisme urbain  avec transhumance intra-urbaine figurent par exemple en France Montpellier et Lille.
La pratique s’est développée dans les villes à partir des années 2000 comme l’explique Alain Divo, co-auteur du Traité d’écopaysage, précurseur de l’éco-pâturage en France.
L’éco-pâturage prend plusieurs formes. Des professionnels du paysage se sont spécialisés dans cette solution et des sociétés spécialisées se sont créées. Des fermes pédagogiques et des associations environnementales proposent également cette solution.
Depuis 2012, SNCF Réseau utilise l'éco-pâturage le long des voies ferrées pour entretenir la végétation et lutter contre les espèces exotiques envahissantes. En 2018, on dénombrait une cinquantaine d'initiatives de ce type menées pour suppléer l'entretien mécanique ou chimique des voies. En 2017, un protocole expérimental a été mis au point  pour mesurer l'incidence du pâturage sur la croissance et la densité des tiges de renouées.